# Egitto ai Giochi della XXVIII Olimpiade
L'Egitto partecipò ai Giochi della XXVIII Olimpiade, svoltisi ad Atene, Grecia, dal 13 al 29 agosto 2004, con una delegazione di 97 atleti impegnati in diciassette discipline.

## Medaglie
| Medaglia | Nome        | Sport                                  | Evento |
| -------- | ----------- | -------------------------------------- | ------ |
| Oro      | Karam Gaber | Lotta ai Giochi della XXVIII Olimpiade | 96 kg  |

## Risultati

### Pallanuoto
- Uomini

| Atleta | Classifica |                   |
| --- | --- | ----------------- |
| V · D · M Nazionale maschile egiziana di pallanuoto · Giochi olimpici - Atene 2004 Hady • Mohsen • Ahmed • Badr • El-Helw • El-Sammany • Gamal-el-Din • Khalil • Mashhour • Mohamed • Rezk • Sultan • Zaher · CT : Adel Shamala | 12° |                   |
| Nazionale maschile egiziana di pallanuoto · Giochi olimpici - Atene 2004 | |                   |
| Hady • Mohsen • Ahmed • Badr • El-Helw • El-Sammany • Gamal-el-Din • Khalil • Mashhour • Mohamed • Rezk • Sultan • Zaher · CT: Adel Shamala                                                                                     | Hady • Mohsen • Ahmed • Badr • El-Helw • El-Sammany • Gamal-el-Din • Khalil • Mashhour • Mohamed • Rezk • Sultan • Zaher · CT: Adel Shamala | Egitto (bandiera) |